# Bahnhof Naumburg (Bz Kassel)
Der Bahnhof Naumburg (Bz Kassel) ist der Bahnhof der nordhessischen Kleinstadt Naumburg im Landkreis Kassel. Der Endbahnhof wird nach Einstellung des regelmäßigen Personenverkehrs seit 1972 von einer Museumsbahn genutzt.

## Geschichte

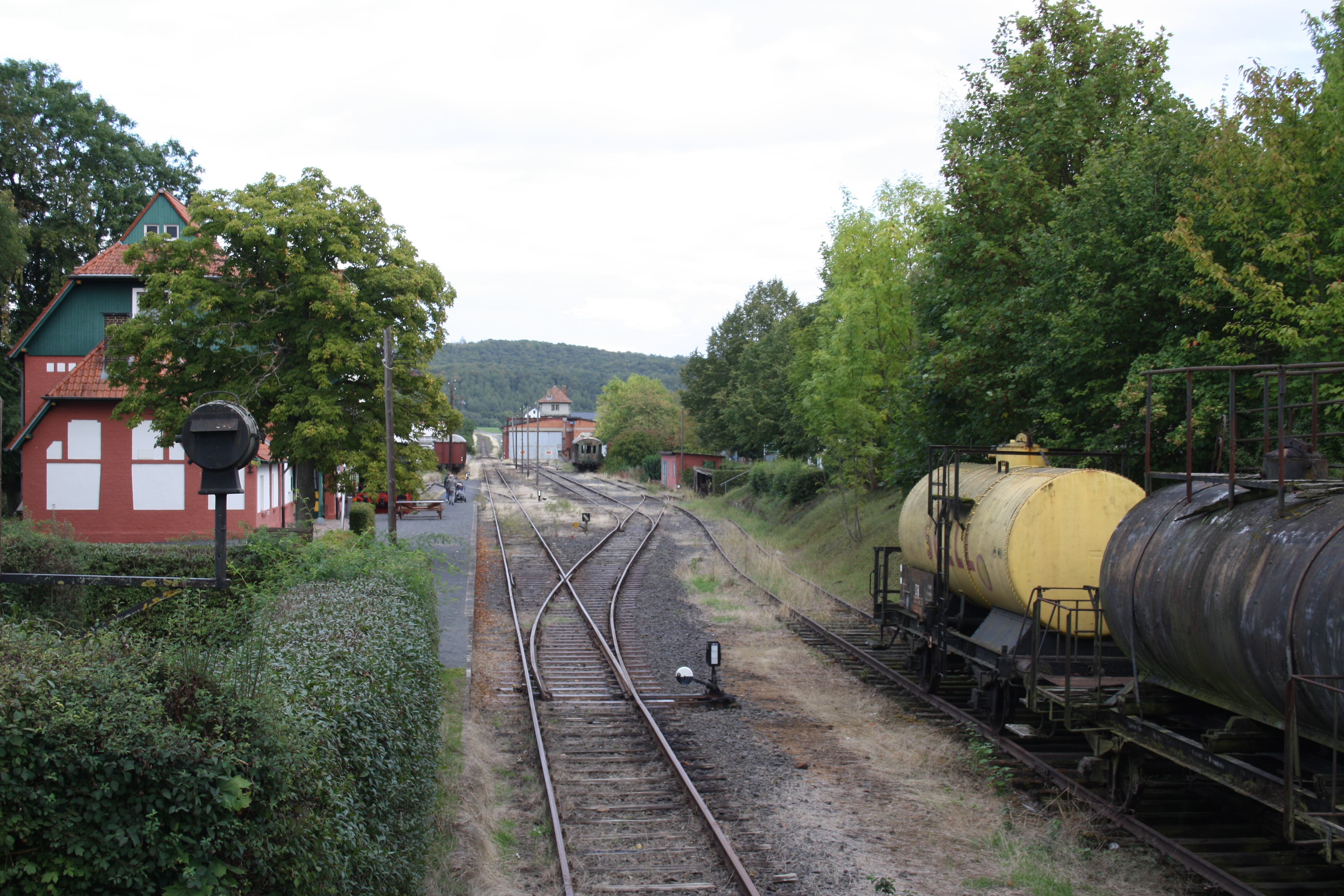
Ansicht von Westen

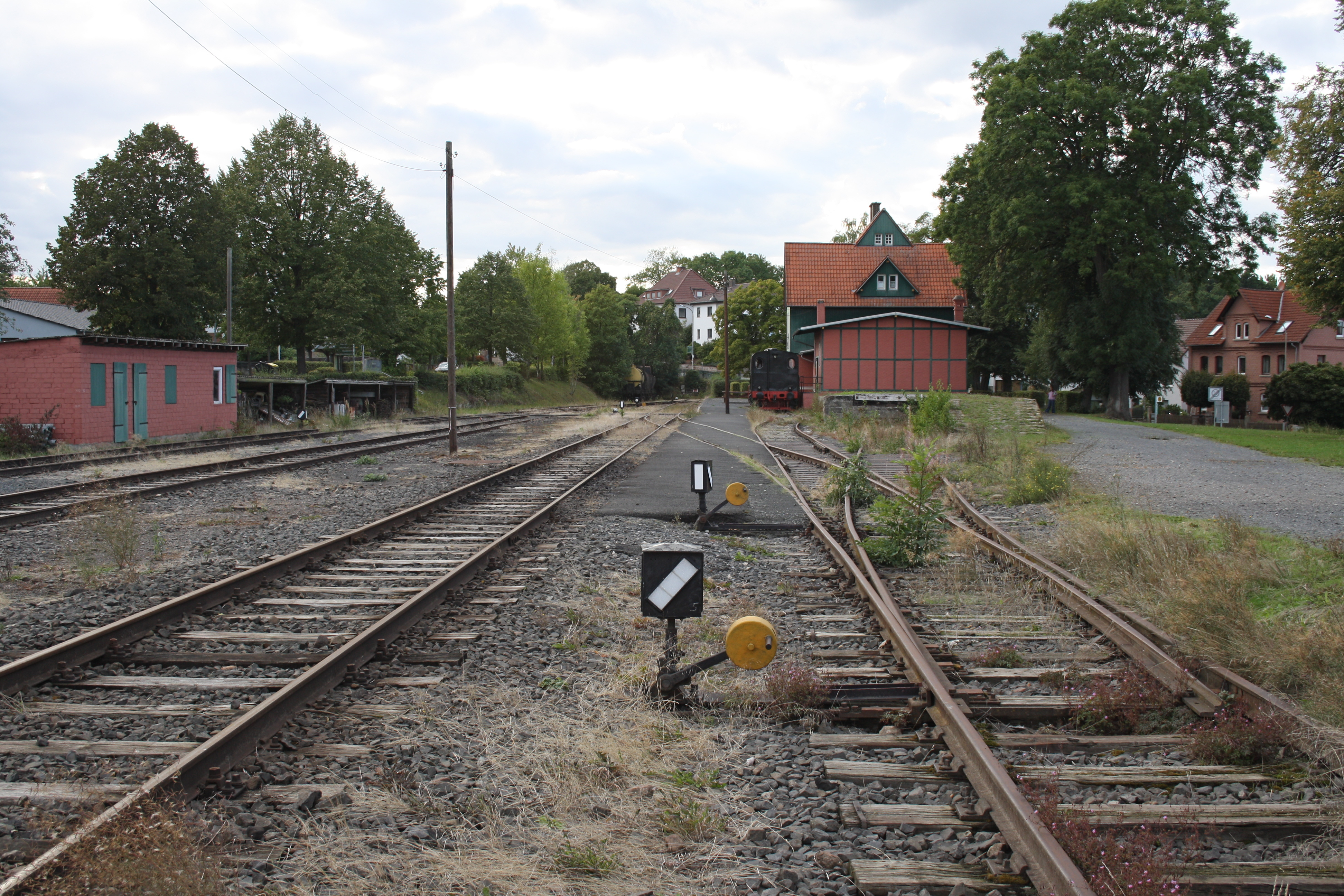
Ansicht von Osten

Eröffnet wurde der Bahnhof Naumburg (Bz Kassel) am 31. März 1904 mit dem Streckenabschnitt Schauenburg-Elgershausen–Naumburg als Endbahnhof der Bahnstrecke Kassel–Naumburg. Bauherr der Strecke und der Bahnhöfe war die Kassel-Naumburger Eisenbahn (KNE).
Der planmäßige Personenverkehr wurde am 4. September 1977 eingestellt, der Güterverkehr westlich von Baunatal-Altenbauna am 31. Mai 1991.
Von Kassel-Wilhelmshöhe bis Naumburg verkehrt seit 1972 an bestimmten Wochenenden im Jahr eine Museumseisenbahn, die der Verein Hessencourrier e. V. betreibt. In Naumburg enden und beginnen die Dampfzüge des Hessencourriers.
Das Bahnhofsgebäude steht heute unter Denkmalschutz.

## Heutige Nutzung
Das ehemalige Empfangsgebäude des Bahnhofs beherbergt heute das Eisenbahnmuseum Naumburg e. V., in dem u. a. Exponate aus alten Kleinbahnzeiten zu finden sind.

## Modell

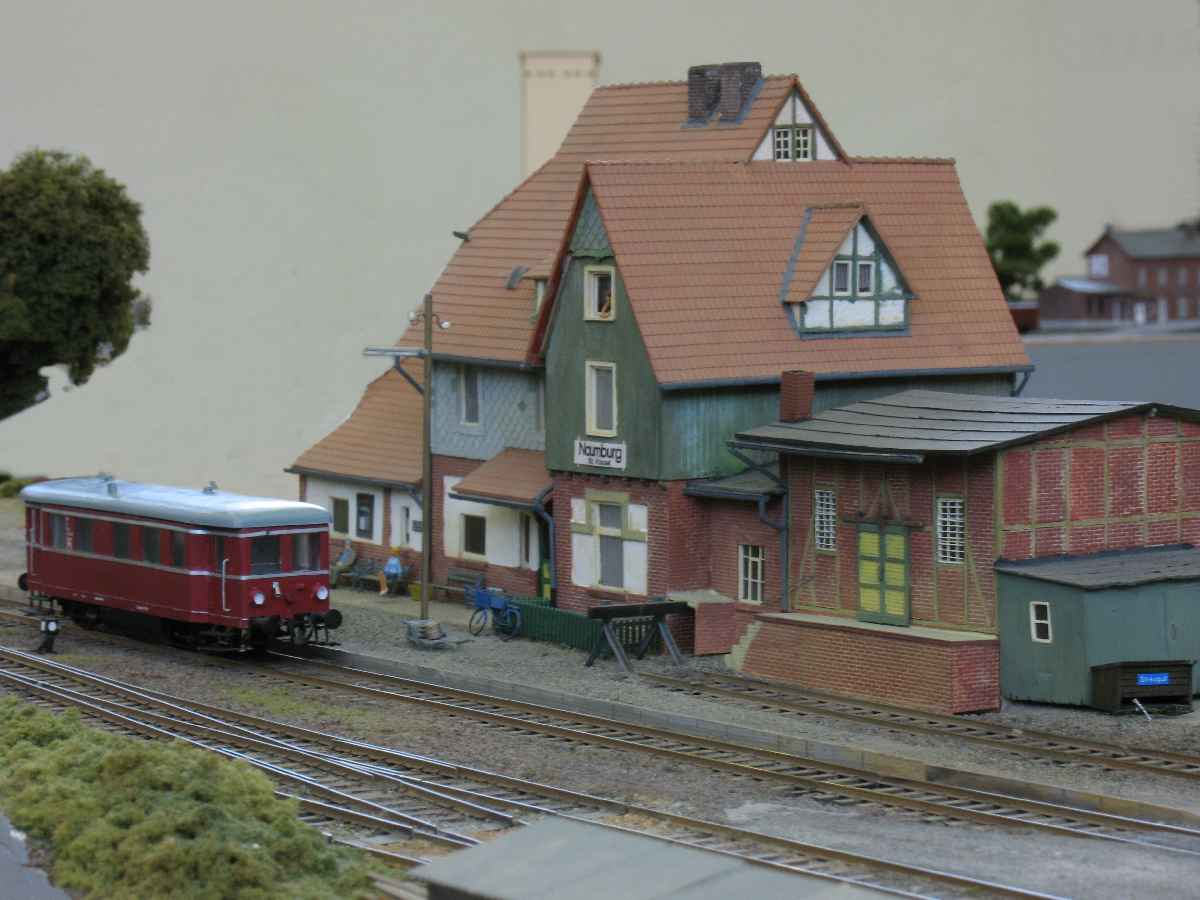
Der Bahnhof Naumburg (Bz Kassel) als Modell

Es gibt Modelle des Bahnhofs in der Nenngröße H0 und N. Der Freundeskreis Europäischer Modellbahner hat Naumburg mehrfach für Treffen ausgewählt.